# 聖若瑟勞工主保瞻禮
聖若瑟勞工主保瞻禮（Feast of Saint Joseph, Patron of Workers）是在每年的5月1日，當日也是勞動節，目的是要紀念以及表揚聖若瑟對天主教会的貢獻。